# Gänsehäufel
Das Gänsehäufel (auch Gänsehäufl genannt) ist eine bewaldete Sandinsel in der Alten Donau im Wiener Gemeindebezirk Donaustadt, die als Badeanlage genutzt wird. Die etwa 20 ha große Insel ist über eine Brücke vom Stadtteil Kaisermühlen aus erreichbar. Der Name weist auf die ehemaligen „Haufen“ (angeschwemmte Inseln) hin, die vor allem der Gänsezucht gedient haben sollen.

## Geschichte

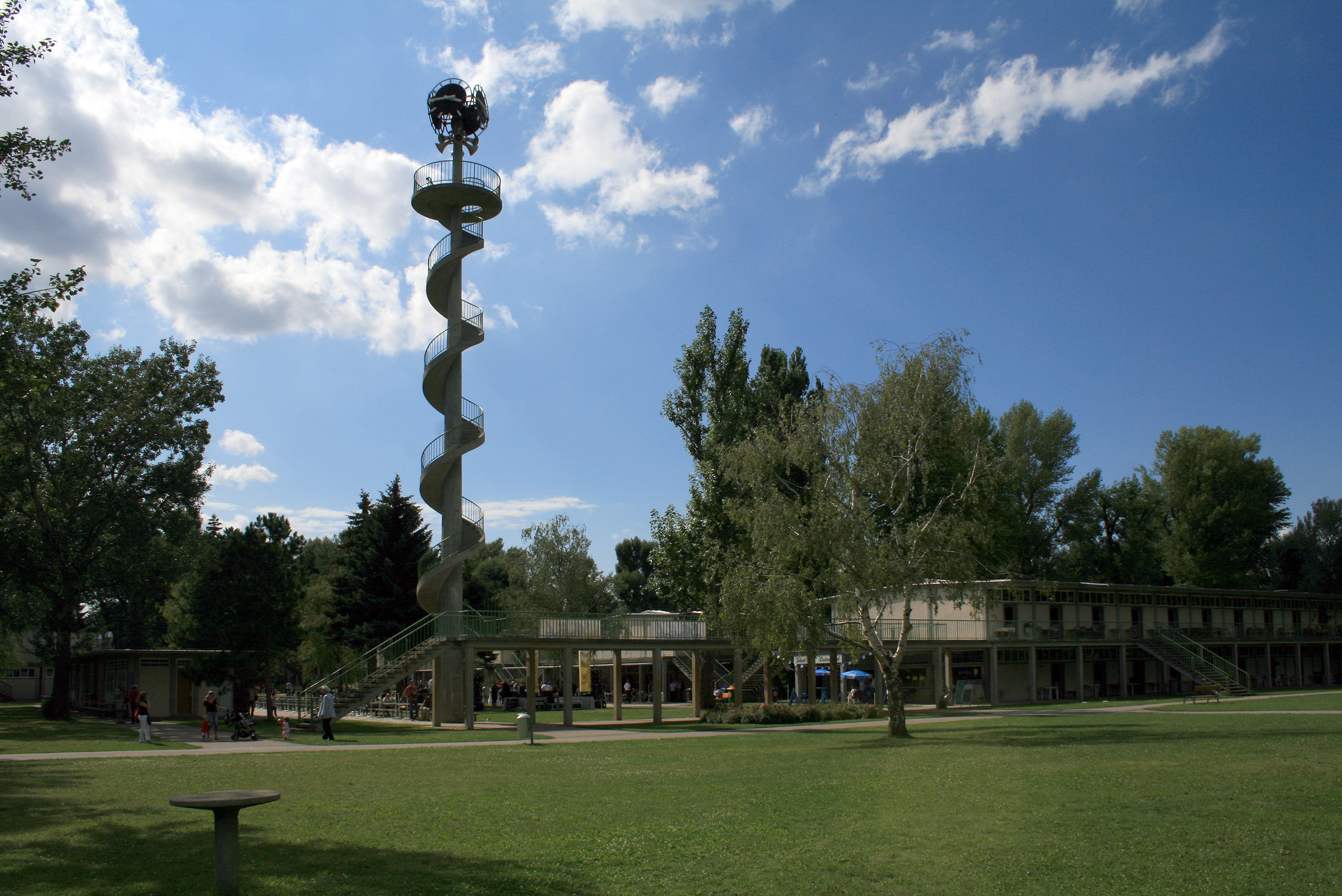
Im Strandbad Gänsehäufel

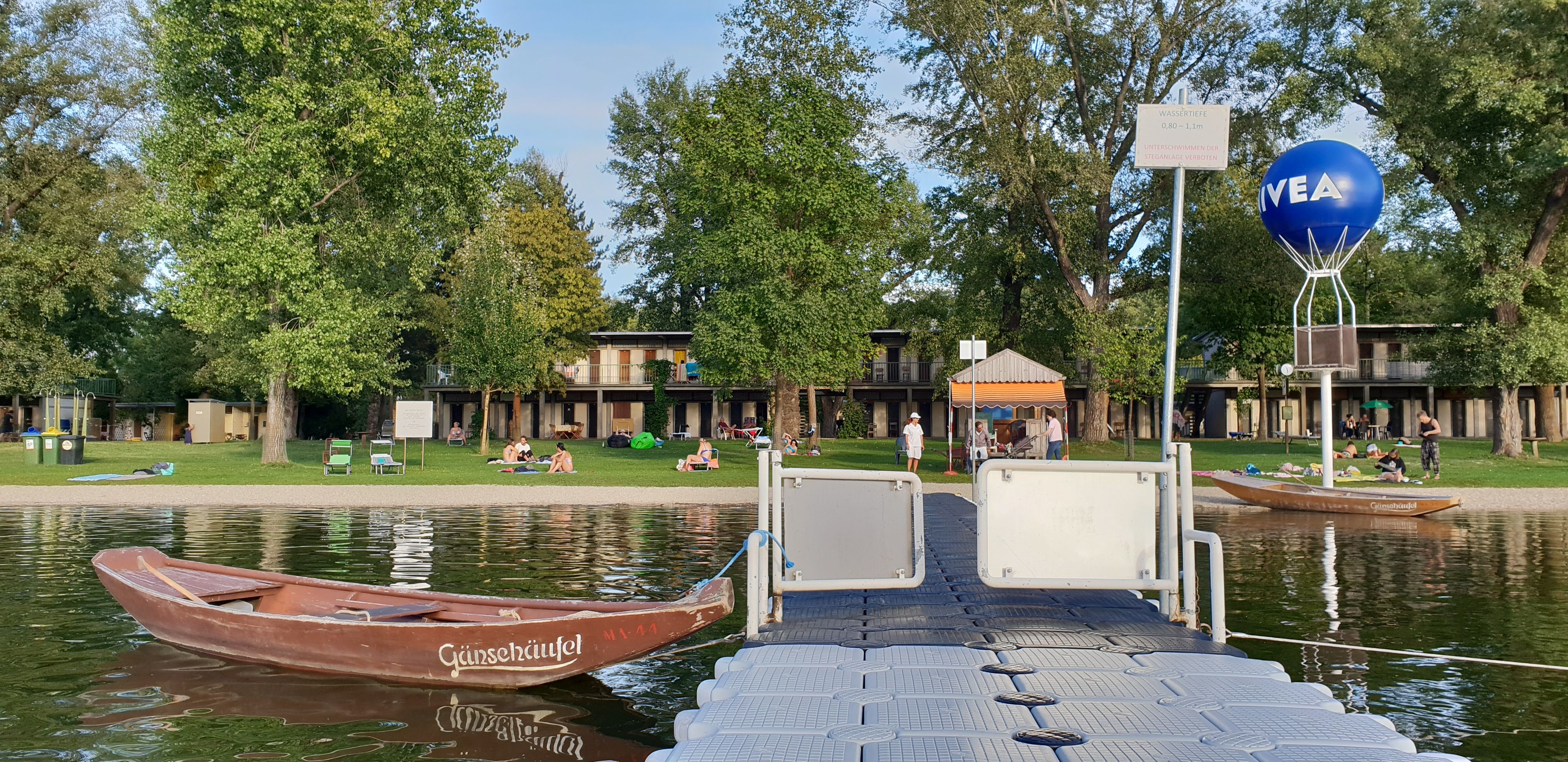
Gänsehäufel Weststrand

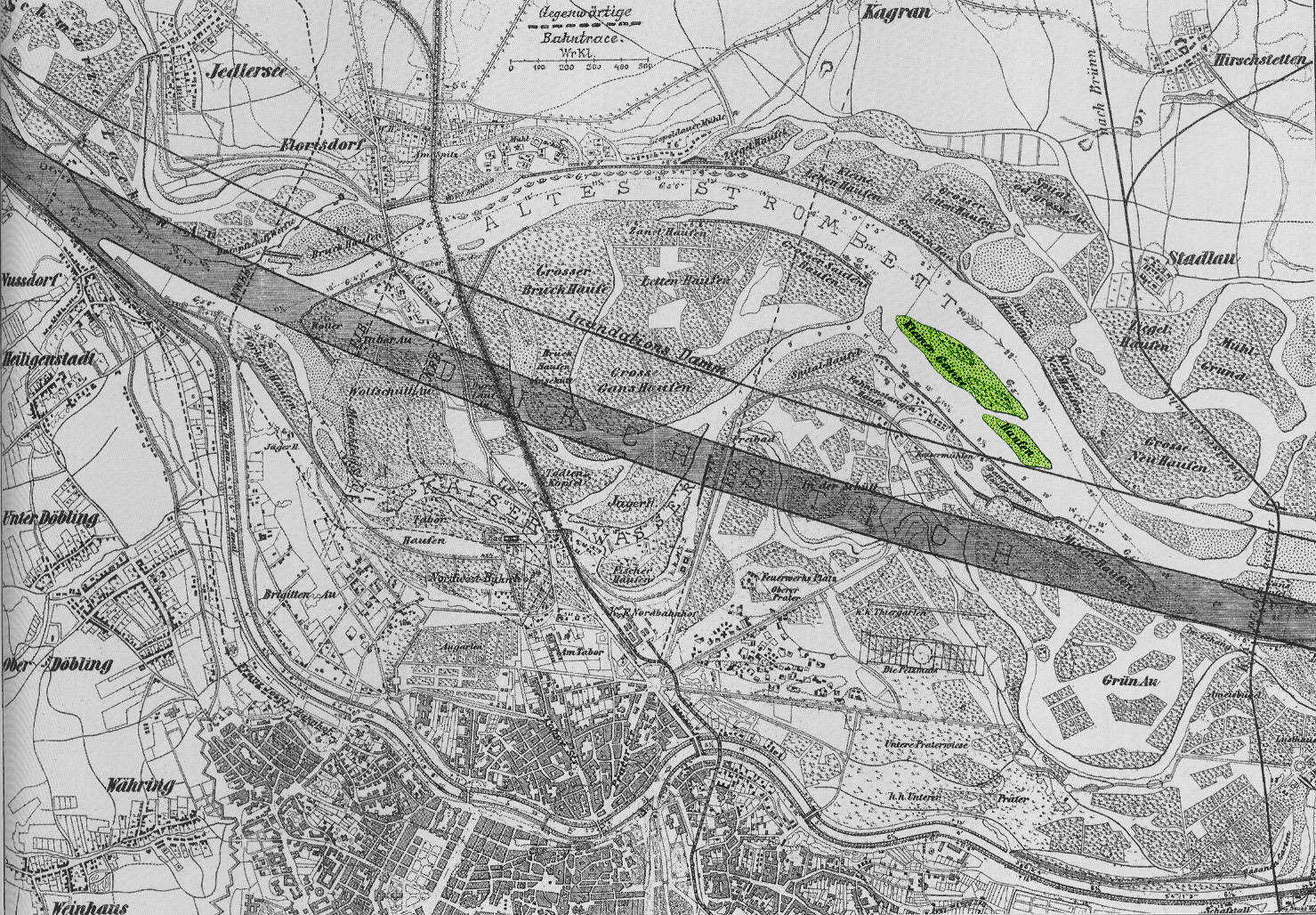
Die noch unregulierte Donau bei Wien in den 1870er-Jahren, grün hervorgehoben ist der ehemalige Kleine Gänsehaufen

Vor der von 1870 bis 1875 durchgeführten Wiener Donauregulierung befanden sich zwei Kleiner Gänsehaufen genannte Inseln inmitten des damaligen Hauptarmes der Donau. Durch die Regulierung wurde dieses Strombett zu einem stehenden Gewässer, der heutigen Alten Donau. Die nördliche, größere der beiden Inseln wurde zum heutigen Gänsehäufel, die südlichere ist seither eine Halbinsel, die als Kleines Gänsehäufel bezeichnet wird.

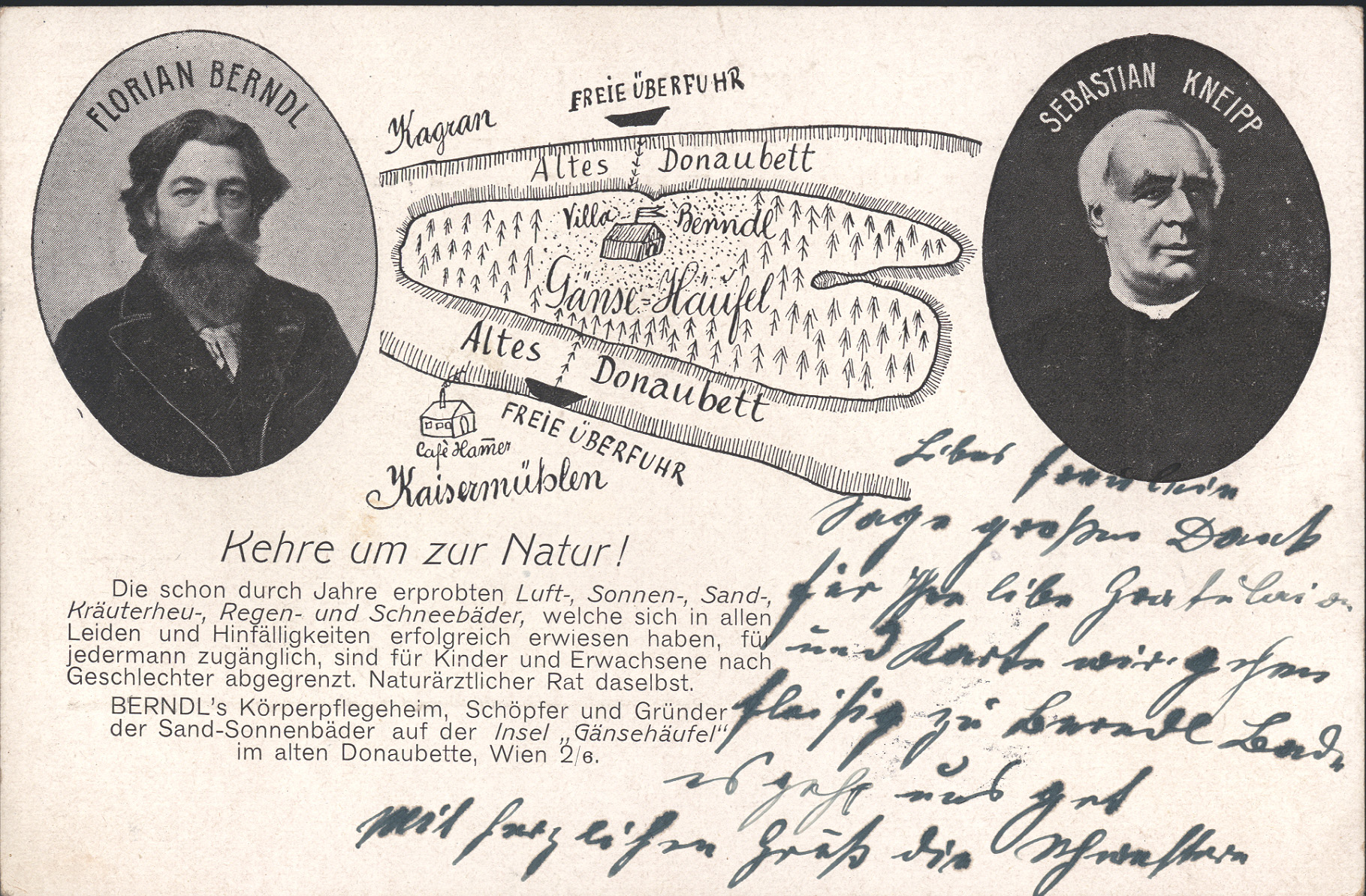
Berndls Gänsehäufel (Planskizze)

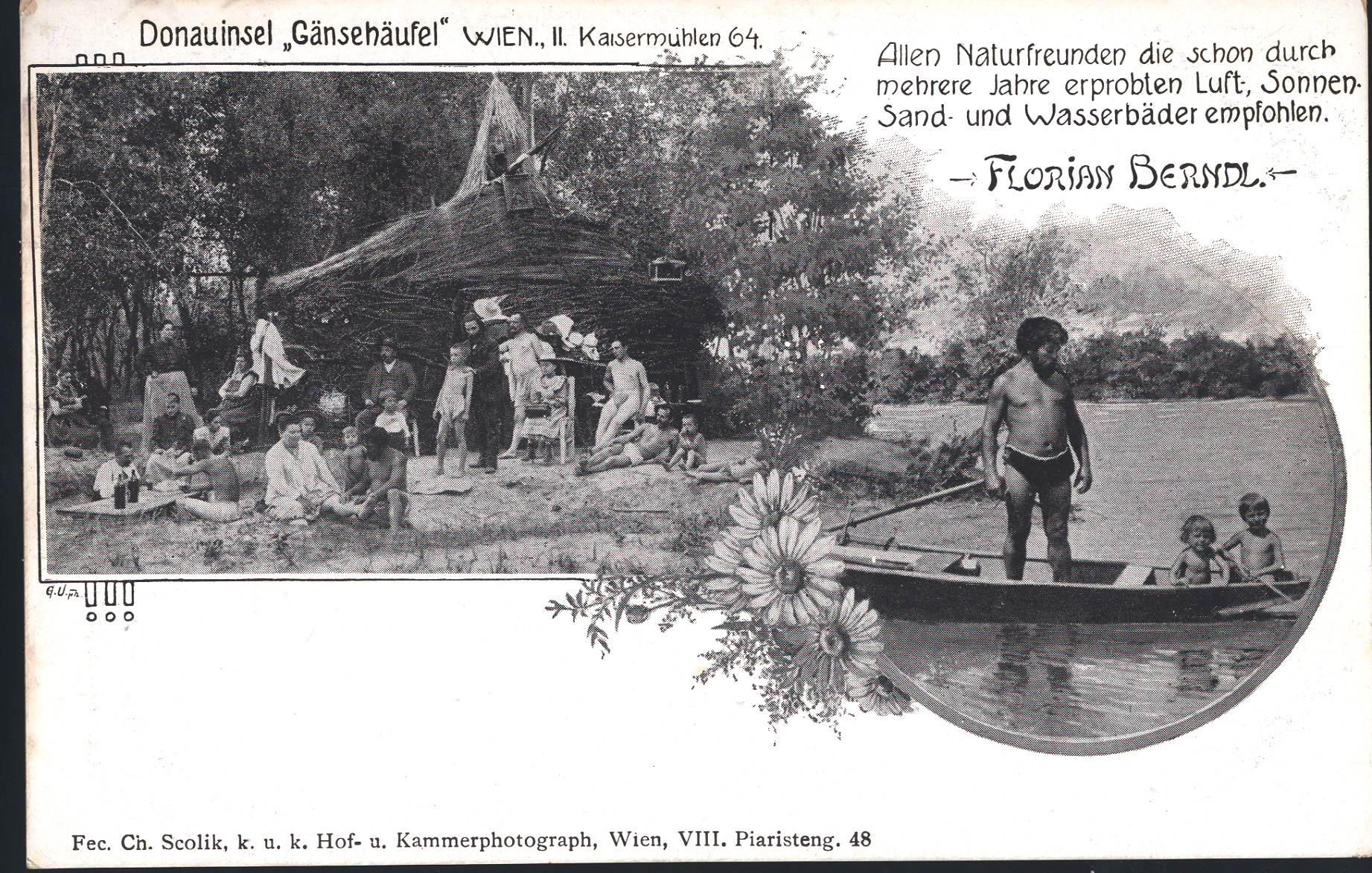
Florian Berndls Idylle an der Alten Donau

Das Gänsehäufel fiel dem Naturheilkundler Florian Berndl bei seinen Wanderungen auf, woraufhin er im Jahr 1900 einen Teil der Insel pachtete, um dort eine Edelweidenkultur einzurichten. Tatsächlich aber brachte der Naturist Berndl badefreudigen Wienern naturbezogene Körperkultur näher. Nicht zuletzt aufgrund von Konflikten mit der evidenzbasierten Medizin und konservativen Kreisen, die das gemeinsame Baden von Frauen und Männern verurteilten, wurde Berndl 1905 der Pachtvertrag aufgekündigt, offiziell aufgrund einer fehlenden Kantinen-Konzession. Berndl pachtete am nördlichen Ufer der Alten Donau ein Grundstück, das er – inspiriert vom Sandstrand – Brasilien in Wien nannte, später entwickelte sich daraus die Kleingartensiedlung Neu Brasilien.
Das von der Stadt Wien übernommene Bad auf dem Gänsehäufel wurde am 5. August 1907 als Strandbad der Commune Wien am Gänsehäufel eröffnet. In den letzten Wochen des Zweiten Weltkrieges wurde es durch Bombenangriffe vollständig zerstört. 1948 begann die Stadt mit dem Wiederaufbau nach Plänen von Max Fellerer und Eugen Wörle, 1950 erfolgte die Eröffnung.
Anfang der 2000er Jahre wurde das mittlerweile denkmalgeschützte Bad saniert. Heute können wieder bis zu 30.000 Menschen täglich dieses Bad besuchen. Es ist das meistbesuchte städtische Freibad Wiens.
Das Bad verfügt über einen eigenen abgesperrten FKK-Bereich, mehrere Badestrände mit einer Gesamtlänge von etwa einem Kilometer sowie zahlreiche Sport- und Freizeiteinrichtungen, wie zum Beispiel Wellenbecken, Sport- und Kleinkinderbecken mit vorgewärmtem Wasser, Wasserspielgarten, Wasserrutsche, Eltern-Kind-Bereich, Spielplätze, einen Beachvolleyball-Platz und seit Mai 2007 einen Hochseilklettergarten. Seit Mai 2013 kann man dort auch das Stand Up Paddling erlernen.
Im Gänsehäufel entstand eine eigene „Subkultur“: Es wurden und werden Kabanen vermietet, deren Dauermieter dort allerdings nicht übernachten dürfen. Sie müssen das Bad wie alle anderen Tagesgäste bei Badeschluss verlassen. Diese Kabinen mit Vorbau sind typisch denkmalgeschützt und haben weder Strom- noch Wasseranschluss. Für den Mieter und zwei Mitbenutzer ist der Badeeintritt in der Saisonmiete von gut 600 Euro (Stand 2011) inkludiert. Erst wer 3 Jahre Mitbenützer war, kann sich als Mietinteressent auf eine Warteliste setzen lassen. Die Wartezeit beträgt typisch 3–5 Jahre. Von 3360 Kabinen sind 2165 Saisonkabinen, alle stehen nordöstlich der Sandinsel als eine Art Kabinendorf angeordnet.

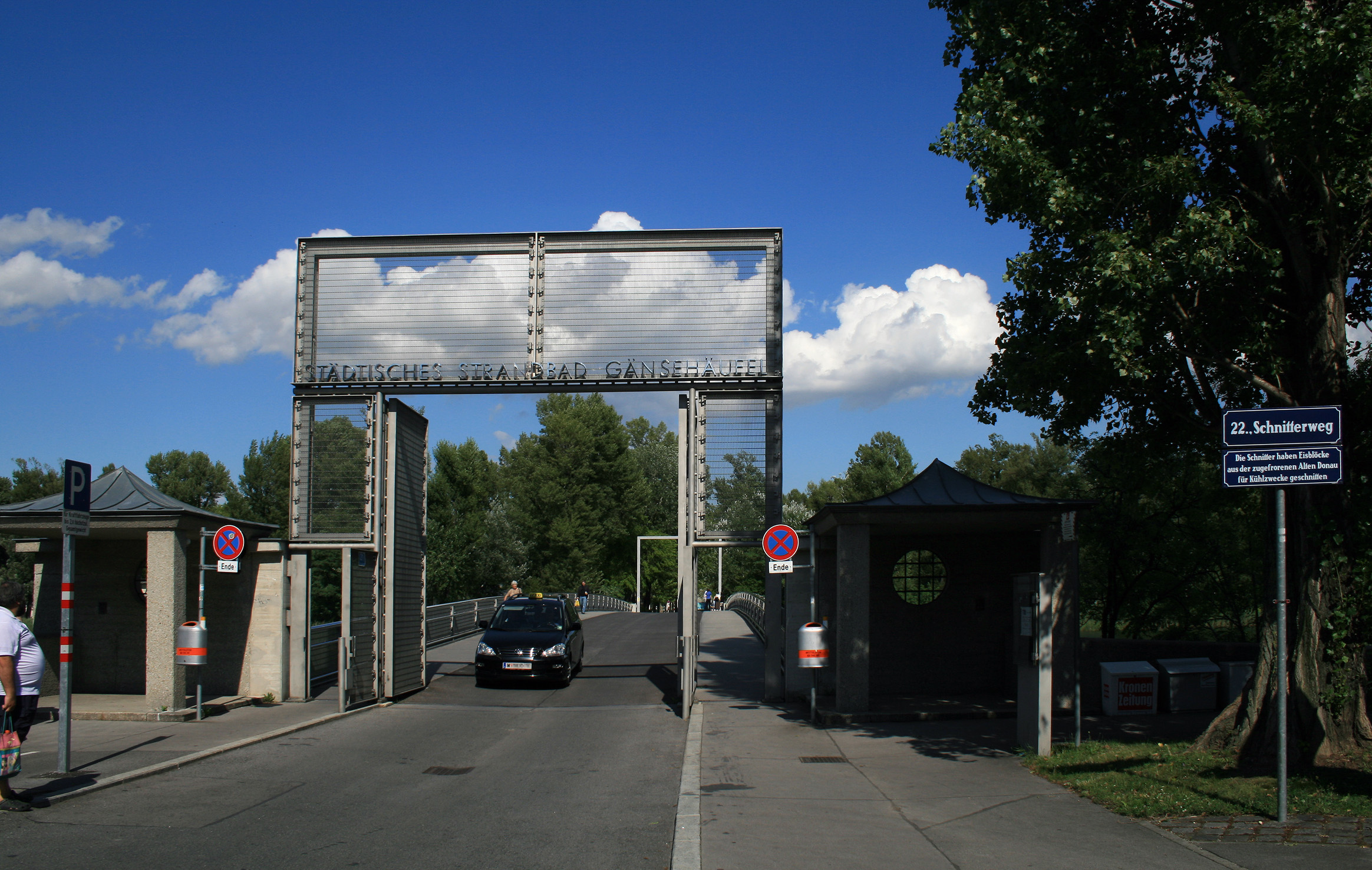
Brücke zum Gänsehäufel
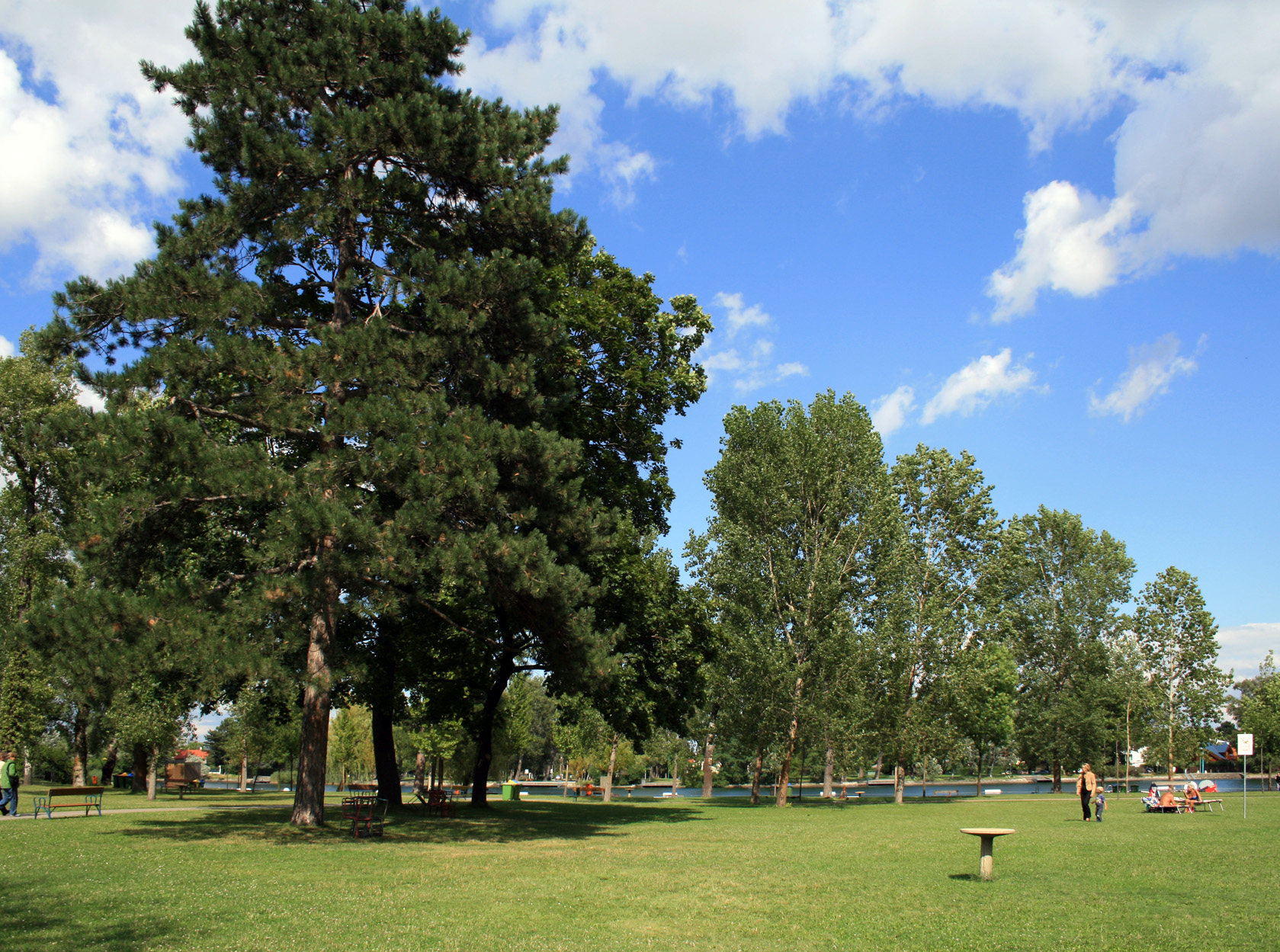
Liegewiese an der Alten Donau
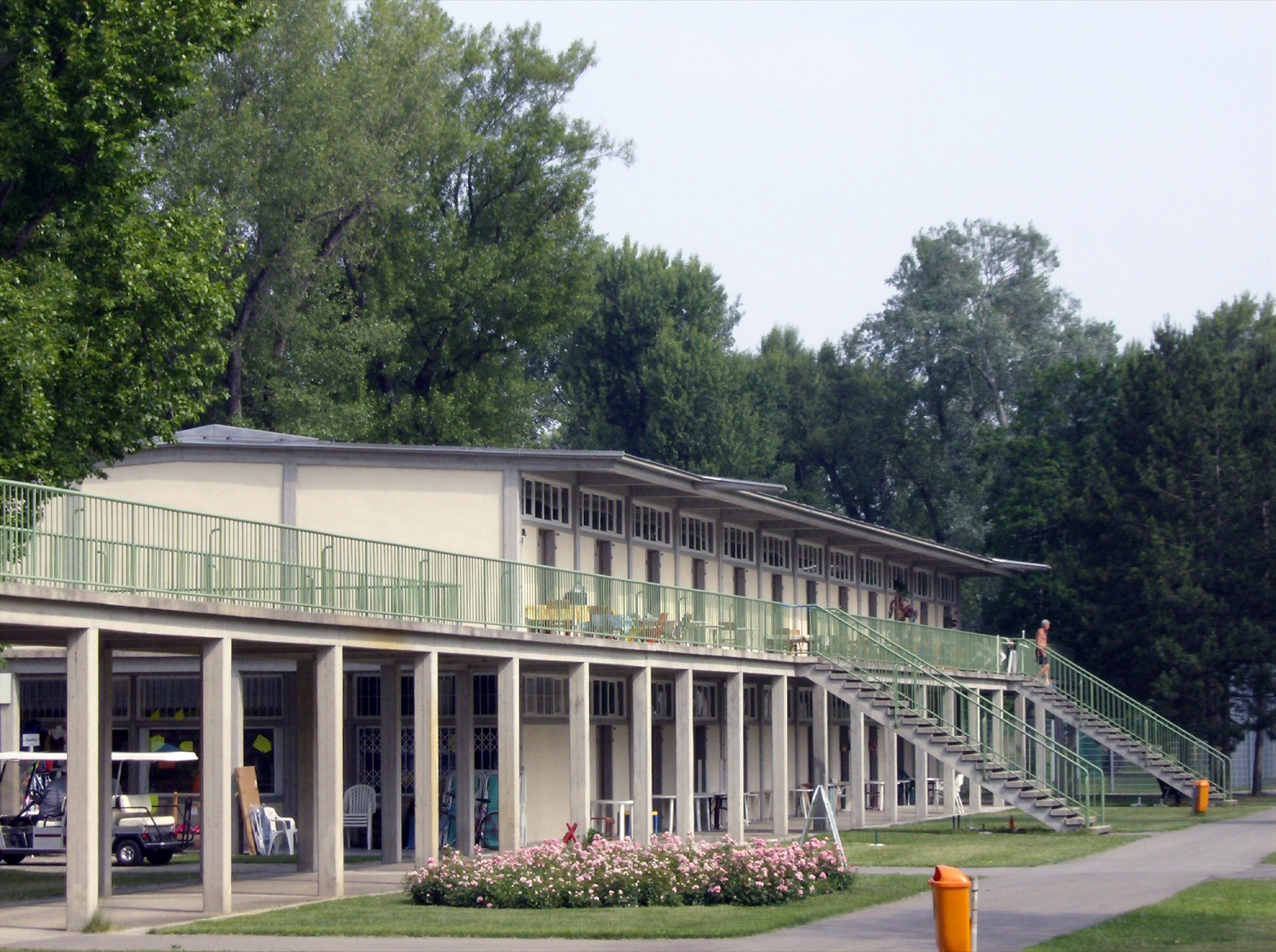
Kabinenblock F im Strandbad
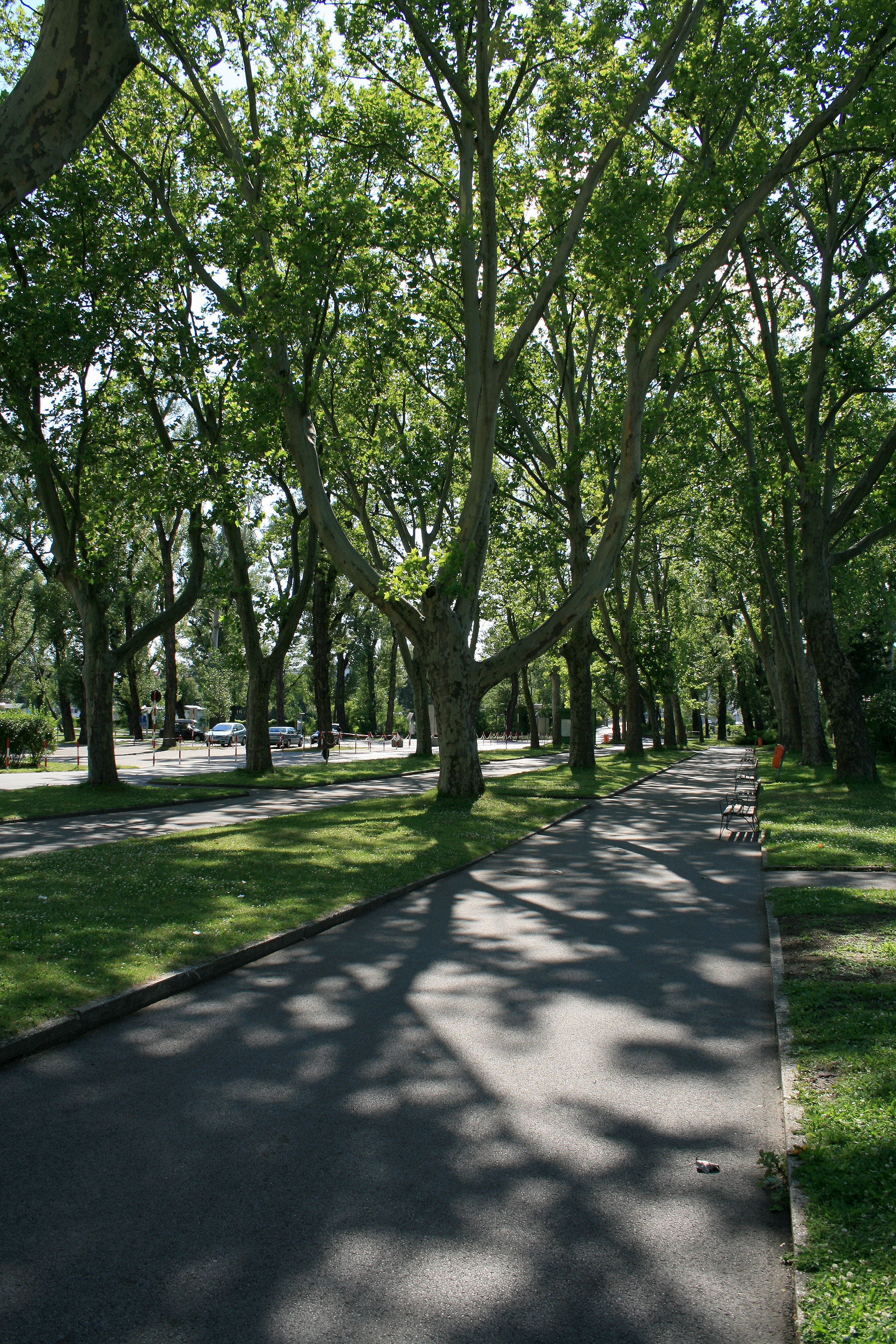
Auf dem Gänsehäufel

## Trivia
Auf der 1981 erschienenen Single Strada del Sole des österreichischen Liedermachers Rainhard Fendrich, in dem die negativen Erlebnisse eines Italien-Urlaubers in wienerischer Mundart mit italienischen Verballhornungen humoristisch dargestellt werden, heißt es in den letzten beiden Liedzeilen: „[…] I steh‘ auf’s Gänsehäuferl, auf Italien pfeif‘ i.“ („Ich mag das Gänsehäufel, auf Italien pfeife ich.“)